# Campeonato de Primera C 2025 (Argentina)
El Campeonato de Primera C 2025, oficialmente Campeonato de Primera División C 2025, es la nonagésima tercera temporada de la categoría y la cuadragésima de esta división como cuarta categoría del fútbol argentino, en el orden de los clubes directamente afiliados a la AFA, en el que participan veintisiete equipos. Comenzó el 7 de marzo y finalizaría en diciembre.
Los nuevos participantes son los dos campeones del Torneo Promocional Amateur 2024, Deportivo Camioneros y Estrella del Sur, que disputan su primera temporada en la categoría, y el descendido de la Primera B 2024, Cañuelas, que volvió luego de su última participación en la temporada 2020.

## Ascensos y descensos
| Desafiliado de la Primera C 2024 |
| -------------------------------- |
| No hubo                          |

| Campeón  | Ascendidos del Torneo Promocional Amateur 2024 |
| -------- | ---------------------------------------------- |
| Apertura | Deportivo Camioneros                           |
| Clausura | Estrella del Sur                               |

| Cond.   | Ascendido a la Primera B 2025 |
| ------- | ----------------------------- |
| Campeón | Real Pilar                    |

| Pos. | Descendido de la Primera B 2024 |
| ---- | ------------------------------- |
| 22.º | Cañuelas                        |

- De esta manera, el número de equipos participantes aumentó a 27.

## Equipos participantes
| Equipo                   | Ciudad            | Estadio                    | Capacidad |
| ------------------------ | ----------------- | -------------------------- | --------- |
| Argentino                | Rosario           | José Martín Olaeta         | 6800      |
| Atlas                    | General Rodríguez | Ricardo Puga               | 2500      |
| Berazategui              | Berazategui       | Norman Lee                 | 10 000    |
| Cañuelas                 | Cañuelas          | Jorge Arin                 | 1500      |
| Central Ballester        | José León Suárez  | Predio Cacique             | 1100      |
| Central Córdoba          | Rosario           | Gabino Sosa                | 18 000    |
| Centro Español           | Villa Sarmiento   | Carlos Sacaan              | 3500      |
| Claypole                 | Claypole          | Rodolfo Capocasa           | 3000      |
| Defensores de Cambaceres | Ensenada          | 12 de Octubre              | 8500      |
| Deportivo Camioneros     | 9 de Abril        | Hugo Moyano                | 5000      |
| Deportivo Español        | Buenos Aires      | Nueva España               | 32 500    |
| Deportivo Paraguayo      | Gonzalez Catán    | Deportivo Paraguayo        | 3000      |
| El Porvenir              | Gerli             | Gildo Francisco Ghersinich | 14 000    |
| Estrella del Sur         | Alejandro Korn    | Lorenzo Arandilla          | 4500      |
| General Lamadrid         | Buenos Aires      | Enrique Sexto              | 3500      |
| Ituzaingó                | Ituzaingó         | Carlos Sacaan              | 3500      |
| Justo José de Urquiza    | Loma Hermosa      | Ramón Roque Martín         | 2500      |
| Juventud Unida           | San Miguel        | Ciudad de San Miguel       | 3200      |
| Leandro N. Alem          | General Rodríguez | Leandro N. Alem            | 4000      |
| Lugano                   | Tapiales          | José María Moraños         | 1500      |
| Luján                    | Luján             | 1.º de Abril               | 2000      |
| Mercedes                 | Mercedes          | Liga Mercedina             | 6 000     |
| Muñiz                    | Muñiz             | Ciudad de San Miguel       | 3200      |
| Puerto Nuevo             | Campana           | Rubén Carlos Vallejos      | 1000      |
| Sportivo Barracas        | Buenos Aires      | Tres de Febrero            | 19 000    |
| Victoriano Arenas        | Valentín Alsina   | Saturnino Moure            | 1500      |
| Yupanqui                 | Ciudad Evita      | Ciudad Evita               | 700       |

|  |

### Distribución geográfica de los equipos
| Jurisdicción                             | Cant. | Equipos |
| ---------------------------------------- | ----- | --- |
| Conurbano bonaerense                     | 14    | Berazategui, Deportivo Camioneros, Central Ballester, Centro Español, Claypole, Deportivo Paraguayo, El Porvenir, Ituzaingó, J. J. de Urquiza, Juventud Unida, Lugano, Muñiz, Victoriano Arenas y Yupanqui |
| Interior de la provincia de Buenos Aires | 7     | Atlas, Cañuelas, Estrella del Sur, Leandro N. Alem, Luján, Mercedes y Puerto Nuevo |
| Ciudad de Buenos Aires                   | 3     | Deportivo Español, General Lamadrid y Sportivo Barracas |
| Ciudad de Rosario                        | 2     | Argentino y Central Córdoba |
| Gran La Plata                            | 1     | Defensores de Cambaceres |

## Formato

### Ascensos
Los veintisiete participantes se dividen en dos zonas, una de trece y otra de catorce equipos, donde se enfrentan bajo el sistema de todos contra todos a dos ruedas. Los que ocupen el primer puesto en cada zona se enfrentarán en una final a doble partido por el título de campeón y el primer ascenso. También habrá un segundo ascenso, que saldrá de un torneo reducido disputado por eliminación directa por los posicionados del segundo al séptimo lugar de cada zona y el perdedor de la final, que clasificará a semifinales directamente.

### Desafiliación
Los equipos que ocupen la última posición en ambas zonas jugarán un partido para definir la desafiliación. El ganador disputará el torneo reducido por la clasificación a la Copa Argentina 2026.  El perdedor jugará una promoción con el campeón del Torneo Promocional Amateur 2025 y, en caso de ganarla, conservará la categoría o, de perderla, será desafiliado por una temporada.

### Clasificación a la Copa Argentina 2026
Los dos participantes de la final por el título de campeón más el ganador del Torneo reducido por el segundo ascenso clasificarán directamente a la Fase final de la Copa Argentina 2026. El cuarto cupo se definirá mediante otro torneo reducido por eliminación directa, a disputarse entre aquellos equipos que no hayan logrado la clasificación al reducido por el segundo ascenso, exceptuando aquel que haya terminado desafiliado, y el perdedor de la final del Torneo reducido por el segundo ascenso o, en su defecto, el ganador de un partido entre los semifinalistas, que clasificará a semifinales directamente.

## Zona A

### Tabla de posiciones
| Pos. | Equipo                   | Pts. | PJ | PG | PE | PP | GF | GC | Dif. |
| ---- | ------------------------ | ---- | -- | -- | -- | -- | -- | -- | ---- |
| 1.º  | Ituzaingó                | 41   | 20 | 12 | 5  | 3  | 24 | 11 | 13   |
| 2.º  | Central Córdoba (R)      | 38   | 21 | 11 | 5  | 5  | 33 | 18 | 15   |
| 3.º  | Berazategui              | 37   | 20 | 11 | 4  | 5  | 32 | 16 | 16   |
| 4.º  | J. J. de Urquiza         | 35   | 20 | 10 | 5  | 5  | 20 | 15 | 5    |
| 5.º  | Claypole                 | 28   | 21 | 6  | 10 | 5  | 20 | 18 | 2    |
| 6.º  | Deportivo Español        | 28   | 21 | 7  | 7  | 7  | 18 | 19 | −1   |
| 7.º  | Leandro N. Alem          | 27   | 20 | 8  | 3  | 9  | 21 | 20 | 1    |
| 8.º  | Mercedes                 | 27   | 21 | 8  | 3  | 10 | 19 | 24 | −5   |
| 9.º  | Muñiz                    | 23   | 20 | 5  | 8  | 7  | 11 | 13 | −2   |
| 10.º | El Porvenir              | 23   | 20 | 6  | 5  | 9  | 20 | 25 | −5   |
| 11.º | Lugano                   | 23   | 20 | 6  | 5  | 9  | 16 | 24 | −8   |
| 12.º | Defensores de Cambaceres | 21   | 20 | 6  | 3  | 11 | 16 | 24 | −8   |
| 13.º | Puerto Nuevo             | 13   | 20 | 4  | 1  | 15 | 14 | 37 | −23  |

|  | El equipo que ocupe esta posición al finalizar la disputa clasificará a la final por el título de campeón y a la Copa Argentina 2026. |
|  | Los equipos que ocupen estas posiciones al finalizar la disputa clasificarán al torneo reducido por el segundo ascenso.               |
|  | Los equipos que ocupen estas posiciones al finalizar la disputa clasificarán al torneo de clasificación a la Copa Argentina 2026.     |
|  | El equipo que ocupe esta posición al finalizar la disputa jugará un partido por la permanencia.                                       |

|  |

#### Evolución de las posiciones

##### Primera rueda
| Equipo / Fecha           | 1    | 2    | 3    | 4    | 5    | 6    | 7    | 8    | 9    | 10   | 11   | 12   | 13   |
| ------------------------ | ---- | ---- | ---- | ---- | ---- | ---- | ---- | ---- | ---- | ---- | ---- | ---- | ---- |
| Berazategui              | 5.º  | 8.º  | 9.º  | 9.º  | 11.º | 10.º | 11.º | 10.º | 7.º  | 6.º  | 4.º  | 3.º  | 3.º  |
| Central Córdoba (R)      | -    | 9.º  | 5.º  | 3.º  | 2.º  | 2.º  | 1.º  | 1.º  | 1.º  | 1.º  | 1.º  | 1.º  | 1.º  |
| Claypole                 | 5.º  | 10.º | 9.º  | 11.º | 8.º  | 9.º  | 10.º | 8.º  | 6.º  | 7.º  | 7.º  | 7.º  | 7.º  |
| Defensores de Cambaceres | 11.º | 12.º | 12.º | 13.º | 13.º | 13.º | 13.º | 13.º | 13.º | 13.º | 13.º | 11.º | 10.º |
| Deportivo Español        | 13.º | 11.º | 11.º | 7.º  | 9.º  | 6.º  | 8.º  | 5.º  | 3.º  | 2.º  | 3.º  | 5.º  | 6.º  |
| El Porvenir              | -    | 4.º  | 7.º  | 5.º  | 7.º  | 8.º  | 7.º  | 9.º  | 10.º | 11.º | 11.º | 12.º | 12.º |
| Ituzaingó                | 1.º  | 3.º  | 3.º  | 2.º  | 4.º  | 5.º  | 6.º  | 4.º  | 5.º  | 5.º  | 2.º  | 2.º  | 2.º  |
| J. J. de Urquiza         | 2.º  | 2.º  | 1.º  | 1.º  | 1.º  | 1.º  | 2.º  | 2.º  | 2.º  | 3.º  | 5.º  | 6.º  | 4.º  |
| Leandro N. Alem          | -    | 5.º  | 4.º  | 6.º  | 5.º  | 3.º  | 3.º  | 3.º  | 4.º  | 4.º  | 6.º  | 4.º  | 5.º  |
| Lugano                   | 3.º  | 1.º  | 2.º  | 4.º  | 3.º  | 4.º  | 4.º  | 6.º  | 8.º  | 8.º  | 10.º | 8.º  | 8.º  |
| Mercedes                 | 3.º  | 6.º  | 8.º  | 9.º  | 10.º | 11.º | 9.º  | 11.º | 11.º | 9.º  | 9.º  | 10.º | 9.º  |
| Muñiz                    | 11.º | 12.º | 13.º | 12.º | 12.º | 11.º | 12.º | 12.º | 12.º | 12.º | 12.º | 13.º | 13.º |
| Puerto Nuevo             | 10.º | 6.º  | 6.º  | 8.º  | 6.º  | 7.º  | 5.º  | 7.º  | 9.º  | 10.º | 8.º  | 9.º  | 11.º |

| 1. 2. |

##### Segunda rueda
| Equipo / Fecha           | 14   | 15   | 16   | 17   | 18   | 19   | 20   | 21   | 22  | 23 | 24 | 25 | 26 |
| ------------------------ | ---- | ---- | ---- | ---- | ---- | ---- | ---- | ---- | --- | -- | -- | -- | -- |
| Berazategui              | 4.º  | 4.º  | 4.º  | 4.º  | 4.º  | 4.º  | 4.º  | 3.º  |     |    |    |    |    |
| Central Córdoba (R)      | 1.º  | 1.º  | 1º   | 1.º  | 2.º  | 2.º  | 2.º  | 2.º  |     |    |    |    |    |
| Claypole                 | 8.º  | 8.º  | 7.º  | 8.º  | 7.º  | 7.º  | 7.º  | 7.º  |     |    |    |    |    |
| Defensores de Cambaceres | 7.º  | 7.º  | 8.º  | 9.º  | 9.º  | 10.º | 11.º | 11.º |     |    |    |    |    |
| Deportivo Español        | 5.º  | 5.º  | 6º   | 5.º  | 5.º  | 5.º  | 5.º  | 5.º  |     |    |    |    |    |
| El Porvenir              | 11.º | 12.º | 12.º | 12.º | 12.º | 12.º | 12.º | 12.º |     |    |    |    |    |
| Ituzaingó                | 2.º  | 3.º  | 2º   | 2.º  | 1.º  | 1.º  | 1.º  | 1.º  | 1.º |    |    |    |    |
| J. J. de Urquiza         | 3.º  | 2.º  | 3º   | 3.º  | 3.º  | 3.º  | 3.º  | 4.º  |     |    |    |    |    |
| Leandro N. Alem          | 6.º  | 6.º  | 5º   | 6.º  | 6.º  | 6.º  | 6.º  | 6.º  |     |    |    |    |    |
| Lugano                   | 9.º  | 9.º  | 9.º  | 10.º | 10.º | 11.º | 10.º | 10.º |     |    |    |    |    |
| Mercedes                 | 10.º | 11.º | 11º  | 7.º  | 8.º  | 8.º  | 8.º  | 8.º  |     |    |    |    |    |
| Muñiz                    | 13.º | 10.º | 10.º | 11.º | 11.º | 9.º  | 9.º  | 9.º  |     |    |    |    |    |
| Puerto Nuevo             | 12.º | 13.º | 13.º | 13.º | 13.º | 13.º | 13.º | 13.º |     |    |    |    |    |

|  |

### Resultados

#### Primera rueda
| Fecha 1                | Fecha 1   | Fecha 1                  | Fecha 1               | Fecha 1     | Fecha 1 |
| Local                  | Resultado | Visitante                | Estadio               | Fecha       | Hora    |
| ---------------------- | --------- | ------------------------ | --------------------- | ----------- | ------- |
| Mercedes               | 1 - 0     | Defensores de Cambaceres | Liga Mercedina        | 7 de marzo  | 19:00   |
| Ituzaingó              | 3 - 0     | Deportivo Español        | Carlos Sacaan         | 7 de marzo  | 20:30   |
| Puerto Nuevo           | 1 - 2     | J. J. de Urquiza         | Rubén Carlos Vallejos | 8 de marzo  | 17:00   |
| Lugano                 | 1 - 0     | Muñiz                    | José María Moraños    | 8 de marzo  | 17:00   |
| Berazategui            | 1 - 1     | Claypole                 | Norman Lee            | 9 de marzo  | 17:00   |
| Central Córdoba (R)    | 3 - 1     | El Porvenir              | Gabino Sosa           | 23 de abril | 19:00   |
| Libre: Leandro N. Alem |           |                          |                       |             |         |

| Fecha 2                  | Fecha 2   | Fecha 2             | Fecha 2                    | Fecha 2     | Fecha 2 |
| Local                    | Resultado | Visitante           | Estadio                    | Fecha       | Hora    |
| ------------------------ | --------- | ------------------- | -------------------------- | ----------- | ------- |
| J. J. de Urquiza         | 1 - 1     | Central Córdoba (R) | Ramón Roque Martín         | 16 de marzo | 15:30   |
| Claypole                 | 1 - 2     | Lugano              | Rodolfo Capocasa           | 16 de marzo | 15:30   |
| Defensores de Cambaceres | 0 - 1     | Leandro N. Alem     | 12 de Octubre              | 16 de marzo | 15:30   |
| Muñiz                    | 0 - 1     | Puerto Nuevo        | Ciudad de San Miguel       | 17 de marzo | 15:30   |
| Deportivo Español        | 1 - 1     | Berazategui         | Nueva España               | 17 de marzo | 15:30   |
| El Porvenir              | 2 - 1     | Mercedes            | Gildo Francisco Ghersinich | 18 de marzo | 15:30   |
| Libre: Ituzaingó         |           |                     |                            |             |         |

| Fecha 3                         | Fecha 3   | Fecha 3           | Fecha 3               | Fecha 3     | Fecha 3 |
| Local                           | Resultado | Visitante         | Estadio               | Fecha       | Hora    |
| ------------------------------- | --------- | ----------------- | --------------------- | ----------- | ------- |
| Central Córdoba (R)             | 1 - 0     | Muñiz             | Gabino Sosa           | 22 de marzo | 15:30   |
| Puerto Nuevo                    | 0 - 0     | Claypole          | Rubén Carlos Vallejos | 22 de marzo | 15:30   |
| Leandro N. Alem                 | 2 - 1     | El Porvenir       | Leandro N. Alem       | 23 de marzo | 15:30   |
| Lugano                          | 0 - 0     | Deportivo Español | José María Moraños    | 23 de marzo | 15:30   |
| Berazategui                     | 0 - 1     | Ituzaingó         | Norman Lee            | 26 de marzo | 15:35   |
| Mercedes                        | 0 - 1     | J. J. de Urquiza  | Liga Mercedina        | 26 de marzo | 19:00   |
| Libre: Defensores de Cambaceres |           |                   |                       |             |         |

| Fecha 4            | Fecha 4   | Fecha 4                  | Fecha 4                    | Fecha 4     | Fecha 4 |
| Local              | Resultado | Visitante                | Estadio                    | Fecha       | Hora    |
| ------------------ | --------- | ------------------------ | -------------------------- | ----------- | ------- |
| Claypole           | 1 - 3     | Central Córdoba (R)      | Rodolfo Capocasa           | 29 de marzo | 15:30   |
| El Porvenir        | 2 - 1     | Defensores de Cambaceres | Gildo Francisco Ghersinich | 29 de marzo | 15:30   |
| Ituzaingó          | 2 - 0     | Lugano                   | Carlos Sacaan              | 29 de marzo | 19:00   |
| Deportivo Español  | 2 - 0     | Puerto Nuevo             | Nueva España               | 30 de marzo | 15:30   |
| J. J. de Urquiza   | 1 - 0     | Leandro N. Alem          | Ramón Roque Martín         | 30 de marzo | 15:30   |
| Muñiz              | 0 - 0     | Mercedes                 | José María Moraños         | 31 de marzo | 15:30   |
| Libre: Berazategui |           |                          |                            |             |         |

| Fecha 5                  | Fecha 5   | Fecha 5           | Fecha 5               | Fecha 5    | Fecha 5 |
| Local                    | Resultado | Visitante         | Estadio               | Fecha      | Hora    |
| ------------------------ | --------- | ----------------- | --------------------- | ---------- | ------- |
| Leandro N. Alem          | 2 - 0     | Muñiz             | Leandro N. Alem       | 5 de abril | 15:30   |
| Central Córdoba (R)      | 3 - 1     | Deportivo Español | Gabino Sosa           | 5 de abril | 15:30   |
| Puerto Nuevo             | 1 - 0     | Ituzaingó         | Rubén Carlos Vallejos | 5 de abril | 15:30   |
| Lugano                   | 2 - 0     | Berazategui       | José María Moraños    | 5 de abril | 15:30   |
| Mercedes                 | 0 - 1     | Claypole          | Liga Mercedina        | 5 de abril | 18:00   |
| Defensores de Cambaceres | 1 - 2     | J. J. de Urquiza  | 12 de Octubre         | 6 de abril | 15:30   |
| Libre: El Porvenir       |           |                   |                       |            |         |

| Fecha 6           | Fecha 6   | Fecha 6                  | Fecha 6              | Fecha 6     | Fecha 6 |
| Local             | Resultado | Visitante                | Estadio              | Fecha       | Hora    |
| ----------------- | --------- | ------------------------ | -------------------- | ----------- | ------- |
| Berazategui       | 3 - 0     | Puerto Nuevo             | Norman Lee           | 12 de abril | 15:30   |
| Deportivo Español | 1 - 0     | Mercedes                 | Nueva España         | 13 de abril | 15:30   |
| Claypole          | 1 - 1     | Leandro N. Alem          | Rodolfo Capocasa     | 13 de abril | 15:30   |
| J. J. de Urquiza  | 2 - 1     | El Porvenir              | Ramón Roque Martín   | 13 de abril | 15:30   |
| Ituzaingó         | 0 - 2     | Central Córdoba (R)      | Carlos Sacaan        | 13 de abril | 17:35   |
| Muñiz             | 2 - 0     | Defensores de Cambaceres | Ciudad de San Miguel | 14 de abril | 15:30   |
| Libre: Lugano     |           |                          |                      |             |         |

| Fecha 7                  | Fecha 7   | Fecha 7           | Fecha 7                    | Fecha 7     | Fecha 7 |
| Local                    | Resultado | Visitante         | Estadio                    | Fecha       | Hora    |
| ------------------------ | --------- | ----------------- | -------------------------- | ----------- | ------- |
| El Porvenir              | 2 - 0     | Muñiz             | Gildo Francisco Ghersinich | 18 de abril | 15:30   |
| Mercedes                 | 1 - 0     | Ituzaingó         | Liga Mercedina             | 18 de abril | 15:30   |
| Central Córdoba (R)      | 4 - 1     | Berazategui       | Gabino Sosa                | 19 de abril | 15:30   |
| Puerto Nuevo             | 1 - 0     | Lugano            | Rubén Carlos Vallejos      | 19 de abril | 15:30   |
| Leandro N. Alem          | 2 - 0     | Deportivo Español | Leandro N. Alem            | 20 de abril | 14:05   |
| Defensores de Cambaceres | 2 - 1     | Claypole          | 12 de Octubre              | 20 de abril | 15:30   |
| Libre: J. J. de Urquiza  |           |                   |                            |             |         |

| Fecha 8             | Fecha 8   | Fecha 8                  | Fecha 8              | Fecha 8     | Fecha 8 |
| Local               | Resultado | Visitante                | Estadio              | Fecha       | Hora    |
| ------------------- | --------- | ------------------------ | -------------------- | ----------- | ------- |
| Ituzaingó           | 2 - 1     | Leandro N. Alem          | Carlos Sacaan        | 25 de abril | 19:00   |
| Lugano              | 1 - 3     | Central Córdoba (R)      | José María Moraños   | 26 de abril | 15:30   |
| Claypole            | 4 - 2     | El Porvenir              | Rodolfo Capocasa     | 26 de abril | 15:30   |
| Muñiz               | 1 - 1     | J. J. de Urquiza         | Ciudad de San Miguel | 27 de abril | 15:30   |
| Berazategui         | 3 - 1     | Mercedes                 | Norman Lee           | 27 de abril | 15:30   |
| Deportivo Español   | 2 - 0     | Defensores de Cambaceres | Nueva España         | 28 de abril | 15:30   |
| Libre: Puerto Nuevo |           |                          |                      |             |         |

| Fecha 9                  | Fecha 9   | Fecha 9           | Fecha 9                    | Fecha 9   | Fecha 9 |
| Local                    | Resultado | Visitante         | Estadio                    | Fecha     | Hora    |
| ------------------------ | --------- | ----------------- | -------------------------- | --------- | ------- |
| Leandro N. Alem          | 0 - 1     | Berazategui       | Leandro N. Alem            | 2 de mayo | 15:05   |
| Defensores de Cambaceres | 0 - 0     | Ituzaingó         | 12 de Octubre              | 2 de mayo | 15:30   |
| Mercedes                 | 1 - 1     | Lugano            | Liga Mercedina             | 2 de mayo | 15:30   |
| J. J. de Urquiza         | 1 - 2     | Claypole          | Ramón Roque Martín         | 3 de mayo | 15:30   |
| El Porvenir              | 0 - 1     | Deportivo Español | Gildo Francisco Ghersinich | 3 de mayo | 15:30   |
| Central Córdoba (R)      | 2 - 1     | Puerto Nuevo      | Gabino Sosa                | 4 de mayo | 15:30   |
| Libre: Muñiz             |           |                   |                            |           |         |

| Fecha 10                   | Fecha 10  | Fecha 10                 | Fecha 10              | Fecha 10   | Fecha 10 |
| Local                      | Resultado | Visitante                | Estadio               | Fecha      | Hora     |
| -------------------------- | --------- | ------------------------ | --------------------- | ---------- | -------- |
| Ituzaingó                  | 2 - 1     | El Porvenir              | Carlos Sacaan         | 10 de mayo | 20:05    |
| Puerto Nuevo               | 1 - 2     | Mercedes                 | Rubén Carlos Vallejos | 11 de mayo | 15:30    |
| Lugano                     | 0 - 2     | Leandro N. Alem          | José María Moraños    | 11 de mayo | 15:30    |
| Berazategui                | 2 - 0     | Defensores de Cambaceres | Norman Lee            | 11 de mayo | 15:30    |
| Deportivo Español          | 3 - 0     | J. J. de Urquiza         | Nueva España          | 13 de mayo | 15:30    |
| Claypole                   | 0 - 0     | Muñiz                    | Rodolfo Capocasa      | 13 de mayo | 15:30    |
| Libre: Central Córdoba (R) |           |                          |                       |            |          |

| Fecha 11                 | Fecha 11  | Fecha 11            | Fecha 11                   | Fecha 11   | Fecha 11 |
| Local                    | Resultado | Visitante           | Estadio                    | Fecha      | Hora     |
| ------------------------ | --------- | ------------------- | -------------------------- | ---------- | -------- |
| Mercedes                 | 0 - 3     | Central Córdoba (R) | Liga Mercedina             | 16 de mayo | 19:00    |
| Defensores de Cambaceres | 2 - 0     | Lugano              | 12 de Octubre              | 17 de mayo | 15:30    |
| J. J. de Urquiza         | 0 - 1     | Ituzaingó           | Ramón Roque Martín         | 17 de mayo | 15:30    |
| El Porvenir              | 0 - 1     | Berazategui         | Gildo Francisco Ghersinich | 18 de mayo | 15:30    |
| Leandro N. Alem          | 2 - 3     | Puerto Nuevo        | Leandro N. Alem            | 18 de mayo | 15:30    |
| Muñiz                    | 0 - 0     | Deportivo Español   | Ciudad de San Miguel       | 20 de mayo | 15:30    |
| Libre: Claypole          |           |                     |                            |            |          |

| Fecha 12            | Fecha 12  | Fecha 12                 | Fecha 12              | Fecha 12   | Fecha 12 |
| Local               | Resultado | Visitante                | Estadio               | Fecha      | Hora     |
| ------------------- | --------- | ------------------------ | --------------------- | ---------- | -------- |
| Puerto Nuevo        | 1 - 2     | Defensores de Cambaceres | Rubén Carlos Vallejos | 24 de mayo | 15:30    |
| Ituzaingó           | 0 - 0     | Muñiz                    | Carlos Sacaan         | 24 de mayo | 15:30    |
| Deportivo Español   | 0 - 0     | Claypole                 | Nueva España          | 24 de mayo | 15:30    |
| Central Córdoba (R) | 0 - 1     | Leandro N. Alem          | Gabino Sosa           | 25 de mayo | 15:30    |
| Lugano              | 2 - 0     | El Porvenir              | José María Moraños    | 25 de mayo | 15:30    |
| Berazategui         | 1 - 0     | J. J. de Urquiza         | Norman Lee            | 25 de mayo | 15:30    |
| Libre: Mercedes     |           |                          |                       |            |          |

| Fecha 13                 | Fecha 13  | Fecha 13            | Fecha 13                   | Fecha 13   | Fecha 13 |
| Local                    | Resultado | Visitante           | Estadio                    | Fecha      | Hora     |
| ------------------------ | --------- | ------------------- | -------------------------- | ---------- | -------- |
| El Porvenir              | 3 - 1     | Puerto Nuevo        | Gildo Francisco Ghersinich | 31 de mayo | 15:30    |
| Defensores de Cambaceres | 2 - 1     | Central Córdoba (R) | 12 de Octubre              | 31 de mayo | 15:30    |
| Leandro N. Alem          | 1 - 2     | Mercedes            | Leandro N. Alem            | 31 de mayo | 15:30    |
| Claypole                 | 0 - 1     | Ituzaingó           | Rodolfo Capocasa           | 1 de junio | 13:00    |
| Muñiz                    | 1 - 0     | Berazategui         | Ciudad de San Miguel       | 1 de junio | 15:30    |
| J. J. de Urquiza         | 3 - 1     | Lugano              | Ramón Roque Martín         | 1 de junio | 15:30    |
| Libre: Deportivo Español |           |                     |                            |            |          |

| 1. 2. 3. 4. 5. 6. |

#### Segunda rueda
| Fecha 14                 | Fecha 14  | Fecha 14            | Fecha 14                   | Fecha 14    | Fecha 14 |
| Local                    | Resultado | Visitante           | Estadio                    | Fecha       | Hora     |
| ------------------------ | --------- | ------------------- | -------------------------- | ----------- | -------- |
| Defensores de Cambaceres | 2 - 1     | Mercedes            | 12 de Octubre              | 20 de junio | 15:30    |
| Deportivo Español        | 0 - 0     | Ituzaingó           | Nueva España               | 21 de junio | 13:05    |
| El Porvenir              | 0 - 0     | Central Córdoba (R) | Gildo Francisco Ghersinich | 21 de junio | 15:30    |
| J. J. de Urquiza         | 2 - 0     | Puerto Nuevo        | Ramón Roque Martín         | 22 de junio | 15:30    |
| Muñiz                    | 1 - 1     | Lugano              | Ciudad de San Miguel       | 22 de junio | 15:30    |
| Claypole                 | 0 - 0     | Berazategui         | Rodolfo Capocasa           | 22 de junio | 15:30    |
| Libre: Leandro N. Alem   |           |                     |                            |             |          |

| Fecha 15            | Fecha 15  | Fecha 15                 | Fecha 15              | Fecha 15    | Fecha 15 |
| Local               | Resultado | Visitante                | Estadio               | Fecha       | Hora     |
| ------------------- | --------- | ------------------------ | --------------------- | ----------- | -------- |
| Mercedes            | 0 - 0     | El Porvenir              | Liga Mercedina        | 27 de junio | 18:00    |
| Leandro N. Alem     | 0 - 1     | Defensores de Cambaceres | Leandro N. Alem       | 28 de junio | 15:30    |
| Berazategui         | 1 - 0     | Deportivo Español        | Norman Lee            | 28 de junio | 15:30    |
| Lugano              | 0 - 0     | Claypole                 | José María Moraños    | 29 de junio | 15:30    |
| Puerto Nuevo        | 0 - 1     | Muñiz                    | Rubén Carlos Vallejos | 29 de junio | 15:30    |
| Central Córdoba (R) | 0 - 1     | J. J. de Urquiza         | Gabino Sosa           | 30 de junio | 15:35    |
| Libre: Ituzaingó    |           |                          |                       |             |          |

| Fecha 16                        | Fecha 16  | Fecha 16            | Fecha 16                   | Fecha 16   | Fecha 16 |
| Local                           | Resultado | Visitante           | Estadio                    | Fecha      | Hora     |
| ------------------------------- | --------- | ------------------- | -------------------------- | ---------- | -------- |
| Ituzaingó                       | 2 - 1     | Berazategui         | Carlos Sacaan              | 4 de julio | 19:05    |
| J. J. de Urquiza                | 0 - 1     | Mercedes            | Ramón Roque Martín         | 5 de julio | 15:30    |
| El Porvenir                     | 0 - 3     | Leandro N. Alem     | Gildo Francisco Ghersinich | 6 de julio | 15:30    |
| Muñiz                           | 1 - 0     | Central Córdoba (R) | Ciudad de San Miguel       | 7 de julio | 15:30    |
| Deportivo Español               | 1 - 2     | Lugano              | Nueva España               | 7 de julio | 15:30    |
| Claypole                        | 4 - 1     | Puerto Nuevo        | Rodolfo Capocasa           | 8 de julio | 15:30    |
| Libre: Defensores de Cambaceres |           |                     |                            |            |          |

| Fecha 17                 | Fecha 17  | Fecha 17          | Fecha 17              | Fecha 17    | Fecha 17 |
| Local                    | Resultado | Visitante         | Estadio               | Fecha       | Hora     |
| ------------------------ | --------- | ----------------- | --------------------- | ----------- | -------- |
| Lugano                   | 1 - 2     | Ituzaingó         | José María Moraños    | 12 de julio | 15:30    |
| Puerto Nuevo             | 1 - 2     | Deportivo Español | Rubén Carlos Vallejos | 12 de julio | 15:30    |
| Mercedes                 | 1 - 0     | Muñiz             | Liga Mercedina        | 12 de julio | 15:30    |
| Leandro N. Alem          | 0 - 1     | J. J. de Urquiza  | Leandro N. Alem       | 13 de julio | 13:05    |
| Central Córdoba (R)      | 3 - 0     | Claypole          | Gabino Sosa           | 13 de julio | 15:30    |
| Defensores de Cambaceres | 0 - 1     | El Porvenir       | 12 de Octubre         | 13 de julio | 15:30    |
| Libre: Berazategui       |           |                   |                       |             |          |

| Fecha 18           | Fecha 18  | Fecha 18                 | Fecha 18             | Fecha 18    | Fecha 18 |
| Local              | Resultado | Visitante                | Estadio              | Fecha       | Hora     |
| ------------------ | --------- | ------------------------ | -------------------- | ----------- | -------- |
| Ituzaingó          | 3 - 0     | Puerto Nuevo             | Carlos Sacaan        | 18 de julio | 19:30    |
| Muñiz              | 0 - 1     | Leandro N. Alem          | Ciudad de San Miguel | 19 de julio | 15:30    |
| Berazategui        | 3 - 0     | Lugano                   | Norman Lee           | 20 de julio | 13:00    |
| J. J. de Urquiza   | 2 - 1     | Defensores de Cambaceres | Ramón Roque Martín   | 20 de julio | 15:30    |
| Deportivo Español  | 3 - 0     | Central Córdoba (R)      | Nueva España         | 21 de julio | 15:30    |
| Claypole           | 2 - 0     | Mercedes                 | Rodolfo Capocasa     | 22 de julio | 15:30    |
| Libre: El Porvenir |           |                          |                      |             |          |

| Fecha 19                 | Fecha 19  | Fecha 19          | Fecha 19                   | Fecha 19    | Fecha 19 |
| Local                    | Resultado | Visitante         | Estadio                    | Fecha       | Hora     |
| ------------------------ | --------- | ----------------- | -------------------------- | ----------- | -------- |
| Defensores de Cambaceres | 0 - 2     | Muñiz             | 12 de Octubre              | 26 de julio | 15:30    |
| Central Córdoba (R)      | 0 - 0     | Ituzaingó         | Gabino Sosa                | 27 de julio | 13:05    |
| Mercedes                 | 3 - 0     | Deportivo Español | Liga Mercedina             | 27 de julio | 14:00    |
| Puerto Nuevo             | 0 - 4     | Berazategui       | Rubén Carlos Vallejos      | 27 de julio | 15:30    |
| Leandro N. Alem          | 0 - 1     | Claypole          | Leandro N. Alem            | 27 de julio | 15:30    |
| El Porvenir              | 0 - 0     | J. J. de Urquiza  | Gildo Francisco Ghersinich | 27 de julio | 15:30    |
| Libre: Lugano            |           |                   |                            |             |          |

| Fecha 20                | Fecha 20  | Fecha 20                 | Fecha 20             | Fecha 20    | Fecha 20 |
| Local                   | Resultado | Visitante                | Estadio              | Fecha       | Hora     |
| ----------------------- | --------- | ------------------------ | -------------------- | ----------- | -------- |
| Ituzaingó               | 3 - 2     | Mercedes                 | Carlos Sacaan        | 1 de agosto | 19:05    |
| Deportivo Español       | 0 - 0     | Leandro N. Alem          | Nueva España         | 2 de agosto | 15:30    |
| Lugano                  | 1 - 0     | Puerto Nuevo             | José María Moraños   | 3 de agosto | 15:30    |
| Berazategui             | 1 - 1     | Central Córdoba (R)      | Norman Lee           | 4 de agosto | 15:30    |
| Muñiz                   | 2 - 2     | El Porvenir              | Ciudad de San Miguel | 5 de agosto | 15:30    |
| Claypole                | 1 - 1     | Defensores de Cambaceres | Rodolfo Capocasa     | 5 de agosto | 15:30    |
| Libre: J. J. de Urquiza |           |                          |                      |             |          |

| Fecha 21                 | Fecha 21  | Fecha 21          | Fecha 21                   | Fecha 21     | Fecha 21 |
| Local                    | Resultado | Visitante         | Estadio                    | Fecha        | Hora     |
| ------------------------ | --------- | ----------------- | -------------------------- | ------------ | -------- |
| Mercedes                 | 1 - 3     | Berazategui       | Liga Mercedina             | 8 de agosto  | 18:00    |
| Central Córdoba (R)      | 1 - 1     | Lugano            | Gabino Sosa                | 9 de agosto  | 13:15    |
| Defensores de Cambaceres | 1 - 1     | Deportivo Español | 12 de Octubre              | 9 de agosto  | 15:30    |
| Leandro N. Alem          | 1 - 1     | Ituzaingó         | Leandro N. Alem            | 10 de agosto | 15:30    |
| El Porvenir              | 0 - 0     | Claypole          | Gildo Francisco Ghersinich | 10 de agosto | 15:30    |
| J. J. de Urquiza         | 0 - 0     | Muñiz             | Ramón Roque Martín         | 10 de agosto | 15:30    |
| Libre: Puerto Nuevo      |           |                   |                            |              |          |

| Fecha 22          | Fecha 22  | Fecha 22                 | Fecha 22              | Fecha 22     | Fecha 22 |
| Local             | Resultado | Visitante                | Estadio               | Fecha        | Hora     |
| ----------------- | --------- | ------------------------ | --------------------- | ------------ | -------- |
| Ituzaingó         | 1 - 0     | Defensores de Cambaceres | Carlos Sacaan         | 15 de agosto | 20:05    |
| Berazategui       | 5 - 1     | Leandro N. Alem          | Norman Lee            | 16 de agosto | 15:30    |
| Puerto Nuevo      | 1 - 2     | Central Córdoba (R)      | Rubén Carlos Vallejos | 16 de agosto | 15:30    |
| Lugano            | 0 - 1     | Mercedes                 | José María Moraños    | 17 de agosto | 15:30    |
| Claypole          | 0 - 0     | J. J. de Urquiza         | Rodolfo Capocasa      | 18 de agosto | 15:30    |
| Deportivo Español | 0 - 2     | El Porvenir              | Nueva España          | 18 de agosto | 15:30    |
| Libre: Muñiz      |           |                          |                       |              |          |

| Fecha 23                   | Fecha 23  | Fecha 23  | Fecha 23 | Fecha 23 | Fecha 23 |
| Local                      | Resultado | Visitante | Estadio  | Fecha    | Hora     |
| -------------------------- | --------- | --------- | -------- | -------- | -------- |
|                            | -         |           |          |          |          |
|                            | -         |           |          |          |          |
|                            | -         |           |          |          |          |
|                            | -         |           |          |          |          |
|                            | -         |           |          |          |          |
|                            | -         |           |          |          |          |
|                            | -         |           |          |          |          |
|                            | -         |           |          |          |          |
| Libre: Central Córdoba (R) |           |           |          |          |          |

| Fecha 24        | Fecha 24 | Fecha 24 | Fecha 24 | Fecha 24 | Fecha 24 |
| --------------- | -------- | -------- | -------- | -------- | -------- |
|                 | -        |          |          |          |          |
|                 | -        |          |          |          |          |
|                 | -        |          |          |          |          |
|                 | -        |          |          |          |          |
|                 | -        |          |          |          |          |
|                 | -        |          |          |          |          |
|                 | -        |          |          |          |          |
|                 | -        |          |          |          |          |
| Libre: Claypole |          |          |          |          |          |

| Fecha 25        | Fecha 25 | Fecha 25 | Fecha 25 | Fecha 25 | Fecha 25 |
| --------------- | -------- | -------- | -------- | -------- | -------- |
|                 | -        |          |          |          |          |
|                 | -        |          |          |          |          |
|                 | -        |          |          |          |          |
|                 | -        |          |          |          |          |
|                 | -        |          |          |          |          |
|                 | -        |          |          |          |          |
|                 | -        |          |          |          |          |
|                 | -        |          |          |          |          |
| Libre: Mercedes |          |          |          |          |          |

| Fecha 26                 | Fecha 26  | Fecha 26  | Fecha 26 | Fecha 26 | Fecha 26 |
| Local                    | Resultado | Visitante | Estadio  | Fecha    | Hora     |
| ------------------------ | --------- | --------- | -------- | -------- | -------- |
|                          | -         |           |          |          |          |
|                          | -         |           |          |          |          |
|                          | -         |           |          |          |          |
|                          | -         |           |          |          |          |
|                          | -         |           |          |          |          |
|                          | -         |           |          |          |          |
|                          | -         |           |          |          |          |
|                          | -         |           |          |          |          |
| Libre: Deportivo Español |           |           |          |          |          |

|  |

## Zona B

### Tabla de posiciones
| Pos. | Equipo               | Pts. | PJ | PG | PE | PP | GF | GC | Dif. |
| ---- | -------------------- | ---- | -- | -- | -- | -- | -- | -- | ---- |
| 1.º  | Deportivo Camioneros | 46   | 22 | 13 | 7  | 2  | 28 | 8  | 20   |
| 2.º  | Luján                | 44   | 22 | 12 | 8  | 2  | 28 | 11 | 17   |
| 3.º  | Estrella del Sur     | 39   | 22 | 10 | 9  | 3  | 23 | 15 | 8    |
| 4.º  | Argentino de Rosario | 35   | 22 | 9  | 8  | 5  | 24 | 19 | 5    |
| 5.º  | Sportivo Barracas    | 34   | 22 | 9  | 7  | 6  | 26 | 19 | 7    |
| 6.º  | Juventud Unida       | 31   | 22 | 8  | 7  | 7  | 23 | 19 | 4    |
| 7.º  | General Lamadrid     | 28   | 22 | 7  | 7  | 8  | 28 | 26 | 2    |
| 8.º  | Atlas                | 26   | 22 | 7  | 5  | 10 | 27 | 41 | −14  |
| 9.º  | Centro Español       | 24   | 22 | 6  | 6  | 10 | 26 | 24 | 2    |
| 10.º | Cañuelas             | 22   | 22 | 4  | 10 | 8  | 15 | 20 | −5   |
| 11.º | Deportivo Paraguayo  | 22   | 22 | 5  | 7  | 10 | 15 | 25 | −10  |
| 12.º | Victoriano Arenas    | 21   | 22 | 5  | 6  | 11 | 18 | 31 | −13  |
| 13.º | Yupanqui             | 19   | 22 | 4  | 7  | 11 | 21 | 32 | −11  |
| 14.º | Central Ballester    | 19   | 22 | 3  | 10 | 9  | 17 | 29 | −12  |

|  | El equipo que ocupe esta posición al finalizar la disputa clasificará a la final por el título de campeón y a la Copa Argentina 2026. |
|  | Los equipos que ocupen estas posiciones al finalizar la disputa clasificarán al torneo reducido por el segundo ascenso.               |
|  | Los equipos que ocupen estas posiciones al finalizar la disputa clasificarán al torneo de clasificación a la Copa Argentina 2026.     |
|  | El equipo que ocupe esta posición al finalizar la disputa jugará un partido por la permanencia.                                       |

|  |

#### Evolución de las posiciones

##### Primera rueda
| Equipo / Fecha       | 1    | 2    | 3    | 4    | 5    | 6    | 7    | 8    | 9    | 10   | 11   | 12   | 13   |
| -------------------- | ---- | ---- | ---- | ---- | ---- | ---- | ---- | ---- | ---- | ---- | ---- | ---- | ---- |
| Argentino de Rosario | 4.º  | 4.º  | 4.º  | 5.º  | 6.º  | 5.º  | 4.º  | 4.º  | 5.º  | 5.º  | 6.º  | 6.º  | 7.º  |
| Atlas                | 3.º  | 3.º  | 3.º  | 2.º  | 3.º  | 4.º  | 5.º  | 5.º  | 6.º  | 8.º  | 10.º | 7.º  | 8.º  |
| Cañuelas             | 11.º | 10.º | 6.º  | 6.º  | 9.º  | 12.º | 11.º | 10.º | 11.º | 10.º | 9.º  | 11.º | 9.º  |
| Central Ballester    | 7.º  | 8.º  | 12.º | 12.º | 8.º  | 9.º  | 8.º  | 8.º  | 8.º  | 6.º  | 8.º  | 9.º  | 11.º |
| Centro Español       | 13.º | 12.º | 13.º | 9.º  | 11.º | 13.º | 13.º | 13.º | 13.º | 13.º | 13.º | 13.º | 13.º |
| Deportivo Camioneros | 7.º  | 4.º  | 5.º  | 4.º  | 2.º  | 3.º  | 2.º  | 2.º  | 2.º  | 1.º  | 1.º  | 1.º  | 1.º  |
| Deportivo Paraguayo  | 9.º  | 9.º  | 13.º | 10.º | 12.º | 14.º | 14.º | 14.º | 14.º | 14.º | 14.º | 14.º | 12.º |
| Estrella del Sur     | 14.º | 13.º | 12.º | 7.º  | 7.º  | 6.º  | 6.º  | 6.º  | 4.º  | 7.º  | 4.º  | 3.º  | 3.º  |
| General Lamadrid     | 1.º  | 6.º  | 7.º  | 8.º  | 5.º  | 7.º  | 9.º  | 9.º  | 9.º  | 12.º | 12.º | 12.º | 13.º |
| Juventud Unida       | 2.º  | 1.º  | 1.º  | 3.º  | 4.º  | 2.º  | 3.º  | 3.º  | 3.º  | 3.º  | 3.º  | 4.º  | 5.º  |
| Luján                | 5.º  | 2.º  | 2.º  | 1.º  | 1.º  | 1.º  | 1.º  | 1.º  | 1.º  | 2.º  | 2.º  | 2.º  | 2.º  |
| Sportivo Barracas    | 5.º  | 7.º  | 8.º  | 11.º | 12.º | 8.º  | 7.º  | 7.º  | 7.º  | 4.º  | 5.º  | 4.º  | 4.º  |
| Victoriano Arenas    | 10.º | 14.º | 14.º | 14.º | 10.º | 11.º | 12.º | 12.º | 10.º | 9.º  | 7.º  | 8.º  | 10.º |
| Yupanqui             | 11.º | 10.º | 10.º | 13.º | 14.º | 10.º | 10.º | 11.º | 12.º | 11.º | 11.º | 10.º | 6.º  |

| 1. |

##### Segunda rueda
| Equipo / Fecha       | 14   | 15   | 16   | 17   | 18   | 19   | 20   | 21   | 22  | 23 | 24 | 25 | 26 |
| -------------------- | ---- | ---- | ---- | ---- | ---- | ---- | ---- | ---- | --- | -- | -- | -- | -- |
| Argentino de Rosario | 6.º  | 4.º  | 4º   | 4.º  | 5.º  | 6.º  | 5.º  | 4.º  |     |    |    |    |    |
| Atlas                | 9.º  | 10.º | 9.º  | 8.º  | 8.º  | 7.º  | 7.º  | 8.º  |     |    |    |    |    |
| Cañuelas             | 8.º  | 7.º  | 7º   | 7.º  | 7.º  | 8.º  | 9.º  | 9.º  |     |    |    |    |    |
| Central Ballester    | 10.º | 11.º | 12.º | 12.º | 13.º | 14.º | 13.º | 14.º |     |    |    |    |    |
| Centro Español       | 13.º | 14.º | 14.º | 14.º | 14.º | 12.º | 14.º | 11.º |     |    |    |    |    |
| Deportivo Camioneros | 1.º  | 1.º  | 1.º  | 1.º  | 1.º  | 1.º  | 1.º  | 1.º  | 1.º |    |    |    |    |
| Deportivo Paraguayo  | 12.º | 9.º  | 8.º  | 9.º  | 9.º  | 9.º  | 10.º | 10.º |     |    |    |    |    |
| Estrella del Sur     | 3.º  | 3.º  | 3º   | 3.º  | 3.º  | 3.º  | 3.º  | 3.º  | 3.º |    |    |    |    |
| General Lamadrid     | 13.º | 13.º | 11.º | 11.º | 11.º | 11.º | 8.º  | 7.º  |     |    |    |    |    |
| Juventud Unida       | 5.º  | 6.º  | 6º   | 5.º  | 4.º  | 4.º  | 4.º  | 6.º  |     |    |    |    |    |
| Luján                | 2.º  | 2.º  | 2º   | 2.º  | 2.º  | 2.º  | 2.º  | 2.º  | 2.º |    |    |    |    |
| Sportivo Barracas    | 4.º  | 5.º  | 5º   | 6.º  | 6.º  | 5.º  | 6.º  | 5.º  |     |    |    |    |    |
| Victoriano Arenas    | 11.º | 12.º | 13.º | 13.º | 12.º | 13.º | 11.º | 12.º |     |    |    |    |    |
| Yupanqui             | 7.º  | 8.º  | 10.º | 10.º | 10.º | 10.º | 12.º | 13.º |     |    |    |    |    |

|  |

### Resultados

#### Primera rueda
| Fecha 1           | Fecha 1   | Fecha 1              | Fecha 1           | Fecha 1     | Fecha 1 |
| Local             | Resultado | Visitante            | Estadio           | Fecha       | Hora    |
| ----------------- | --------- | -------------------- | ----------------- | ----------- | ------- |
| Cañuelas          | 0 - 1     | Luján                | Jorge Arin        | 8 de marzo  | 17:00   |
| General Lamadrid  | 3 - 1     | Centro Español       | Enrique Sexto     | 8 de marzo  | 17:00   |
| Estrella del Sur  | 0 - 2     | Juventud Unida       | Lorenzo Arandilla | 8 de marzo  | 17:00   |
| Victoriano Arenas | 1 - 2     | Argentino de Rosario | Saturnino Moure   | 9 de marzo  | 17:00   |
| Central Ballester | 1 - 1     | Deportivo Camioneros | Predio Cacique    | 10 de marzo | 17:00   |
| Sportivo Barracas | 1 - 0     | Yupanqui             | Tres de Febrero   | 10 de marzo | 17:00   |
| Atlas             | 3 - 2     | Deportivo Paraguayo  | Ricardo Puga      | 10 de marzo | 17:00   |

| Fecha 2              | Fecha 2   | Fecha 2           | Fecha 2              | Fecha 2     | Fecha 2 |
| Local                | Resultado | Visitante         | Estadio              | Fecha       | Hora    |
| -------------------- | --------- | ----------------- | -------------------- | ----------- | ------- |
| Juventud Unida       | 3 - 1     | General Lamadrid  | Ciudad de San Miguel | 15 de marzo | 15:30   |
| Yupanqui             | 0 - 0     | Estrella del Sur  | Ciudad Evita         | 15 de marzo | 15:30   |
| Deportivo Camioneros | 1 - 0     | Sportivo Barracas | Hugo Moyano          | 15 de marzo | 15:30   |
| Argentino de Rosario | 0 - 0     | Central Ballester | José Martín Olaeta   | 15 de marzo | 15:30   |
| Luján                | 3 - 1     | Victoriano Arenas | 1.º de Abril         | 16 de marzo | 15:30   |
| Atlas                | 0 - 0     | Cañuelas          | Ricardo Puga         | 16 de marzo | 15:30   |
| Deportivo Paraguayo  | 0 - 0     | Centro Español    | Deportivo Paraguayo  | 17 de marzo | 15:30   |

| Fecha 3           | Fecha 3   | Fecha 3              | Fecha 3           | Fecha 3     | Fecha 3 |
| Local             | Resultado | Visitante            | Estadio           | Fecha       | Hora    |
| ----------------- | --------- | -------------------- | ----------------- | ----------- | ------- |
| Cañuelas          | 2 - 0     | Deportivo Paraguayo  | Jorge Arin        | 22 de marzo | 15:30   |
| Victoriano Arenas | 1 - 3     | Atlas                | Saturnino Moure   | 22 de marzo | 15:30   |
| Central Ballester | 0 - 1     | Luján                | Predio Cacique    | 22 de marzo | 15:30   |
| Centro Español    | 0 - 1     | Juventud Unida       | Ricardo Puga      | 22 de marzo | 15:30   |
| Sportivo Barracas | 0 - 1     | Argentino de Rosario | Tres de Febrero   | 23 de marzo | 15:30   |
| General Lamadrid  | 0 - 0     | Yupanqui             | Enrique Sexto     | 23 de marzo | 15:30   |
| Estrella del Sur  | 0 - 0     | Deportivo Camioneros | Lorenzo Arandilla | 23 de marzo | 20:00   |

| Fecha 4              | Fecha 4   | Fecha 4           | Fecha 4             | Fecha 4     | Fecha 4 |
| Local                | Resultado | Visitante         | Estadio             | Fecha       | Hora    |
| -------------------- | --------- | ----------------- | ------------------- | ----------- | ------- |
| Yupanqui             | 1 - 3     | Centro Español    | Ciudad Evita        | 29 de marzo | 15:30   |
| Argentino de Rosario | 1 - 2     | Estrella del Sur  | José Martín Olaeta  | 29 de marzo | 15:30   |
| Atlas                | 1 - 0     | Central Ballester | Ricardo Puga        | 29 de marzo | 15:30   |
| Deportivo Camioneros | 2 - 1     | General Lamadrid  | Hugo Moyano         | 29 de marzo | 15:35   |
| Luján                | 3 - 0     | Sportivo Barracas | 1.º de Abril        | 30 de marzo | 15:30   |
| Cañuelas             | 1 - 1     | Victoriano Arenas | Jorge Arin          | 30 de marzo | 15:30   |
| Deportivo Paraguayo  | 1 - 0     | Juventud Unida    | Deportivo Paraguayo | 31 de marzo | 15:30   |

| Fecha 5           | Fecha 5   | Fecha 5              | Fecha 5              | Fecha 5    | Fecha 5 |
| Local             | Resultado | Visitante            | Estadio              | Fecha      | Hora    |
| ----------------- | --------- | -------------------- | -------------------- | ---------- | ------- |
| Victoriano Arenas | 2 - 0     | Deportivo Paraguayo  | Saturnino Moure      | 5 de abril | 15:30   |
| Central Ballester | 2 - 0     | Cañuelas             | Predio Cacique       | 6 de abril | 15:30   |
| Estrella del Sur  | 0 - 0     | Luján                | Rodolfo Capocasa     | 6 de abril | 15:30   |
| Juventud Unida    | 1 - 1     | Yupanqui             | Ciudad de San Miguel | 6 de abril | 15:30   |
| General Lamadrid  | 3 - 1     | Argentino de Rosario | Enrique Sexto        | 7 de abril | 15:05   |
| Sportivo Barracas | 2 - 2     | Atlas                | Tres de Febrero      | 7 de abril | 15:30   |
| Centro Español    | 0 - 3     | Deportivo Camioneros | Carlos Sacaan        | 7 de abril | 15:30   |

| Fecha 6              | Fecha 6   | Fecha 6           | Fecha 6             | Fecha 6     | Fecha 6 |
| Local                | Resultado | Visitante         | Estadio             | Fecha       | Hora    |
| -------------------- | --------- | ----------------- | ------------------- | ----------- | ------- |
| Deportivo Paraguayo  | 1 - 2     | Yupanqui          | Deportivo Paraguayo | 12 de abril | 15:30   |
| Cañuelas             | 1 - 3     | Sportivo Barracas | Jorge Arin          | 12 de abril | 15:30   |
| Victoriano Arenas    | 0 - 0     | Central Ballester | Saturnino Moure     | 12 de abril | 15:30   |
| Deportivo Camioneros | 0 - 1     | Juventud Unida    | Hugo Moyano         | 13 de abril | 11:00   |
| Luján                | 1 - 1     | General Lamadrid  | 1.º de Abril        | 13 de abril | 15:30   |
| Atlas                | 2 - 4     | Estrella del Sur  | Ricardo Puga        | 13 de abril | 15:30   |
| Argentino de Rosario | 1 - 0     | Centro Español    | José Martín Olaeta  | 14 de abril | 15:30   |

| Fecha 7           | Fecha 7   | Fecha 7              | Fecha 7              | Fecha 7     | Fecha 7 |
| Local             | Resultado | Visitante            | Estadio              | Fecha       | Hora    |
| ----------------- | --------- | -------------------- | -------------------- | ----------- | ------- |
| Juventud Unida    | 0 - 1     | Argentino de Rosario | Ciudad de San Miguel | 18 de abril | 15:30   |
| Yupanqui          | 0 - 2     | Deportivo Camioneros | Ciudad Evita         | 19 de abril | 15:30   |
| Estrella del Sur  | 1 - 0     | Cañuelas             | Rodolfo Capocasa     | 20 de abril | 15:30   |
| General Lamadrid  | 1 - 1     | Atlas                | Enrique Sexto        | 20 de abril | 15:30   |
| Sportivo Barracas | 2 - 0     | Victoriano Arenas    | Tres de Febrero      | 21 de abril | 15:30   |
| Centro Español    | 1 - 2     | Luján                | Carlos Sacaan        | 21 de abril | 15:30   |
| Central Ballester | 3 - 1     | Deportivo Paraguayo  | Predio Cacique       | 21 de abril | 15:30   |

| Fecha 8              | Fecha 8   | Fecha 8              | Fecha 8             | Fecha 8     | Fecha 8 |
| Local                | Resultado | Visitante            | Estadio             | Fecha       | Hora    |
| -------------------- | --------- | -------------------- | ------------------- | ----------- | ------- |
| Deportivo Paraguayo  | 0 - 3     | Deportivo Camioneros | Deportivo Paraguayo | 26 de abril | 15:30   |
| Victoriano Arenas    | 0 - 0     | Estrella del Sur     | Saturnino Moure     | 26 de abril | 15:30   |
| Argentino de Rosario | 2 - 2     | Yupanqui             | José Martín Olaeta  | 26 de abril | 15:35   |
| Luján                | 1 - 1     | Juventud Unida       | 1.º de Abril        | 27 de abril | 13:00   |
| Atlas                | 1 - 1     | Centro Español       | Ricardo Puga        | 27 de abril | 15:30   |
| Cañuelas             | 2 - 1     | General Lamadrid     | Jorge Arin          | 27 de abril | 15:30   |
| Central Ballester    | 0 - 0     | Sportivo Barracas    | Predio Cacique      | 27 de abril | 15:30   |

| Fecha 9              | Fecha 9   | Fecha 9              | Fecha 9              | Fecha 9   | Fecha 9 |
| Local                | Resultado | Visitante            | Estadio              | Fecha     | Hora    |
| -------------------- | --------- | -------------------- | -------------------- | --------- | ------- |
| Yupanqui             | 1 - 2     | Luján                | Ciudad Evita         | 2 de mayo | 12:00   |
| Centro Español       | 1 - 1     | Cañuelas             | Carlos Sacaan        | 2 de mayo | 15:30   |
| Estrella del Sur     | 1 - 1     | Central Ballester    | Lorenzo Arandilla    | 3 de mayo | 11:00   |
| Juventud Unida       | 2 - 1     | Atlas                | Ciudad de San Miguel | 3 de mayo | 15:30   |
| Deportivo Camioneros | 2 - 0     | Argentino de Rosario | Hugo Moyano          | 3 de mayo | 15:30   |
| Sportivo Barracas    | 0 - 0     | Deportivo Paraguayo  | Tres de Febrero      | 5 de mayo | 15:30   |
| General Lamadrid     | 0 - 2     | Victoriano Arenas    | Enrique Sexto        | 6 de mayo | 15:30   |

| Fecha 10            | Fecha 10  | Fecha 10             | Fecha 10            | Fecha 10   | Fecha 10 |
| Local               | Resultado | Visitante            | Estadio             | Fecha      | Hora     |
| ------------------- | --------- | -------------------- | ------------------- | ---------- | -------- |
| Deportivo Paraguayo | 1 - 1     | Argentino de Rosario | Deportivo Paraguayo | 10 de mayo | 15:30    |
| Cañuelas            | 2 - 0     | Juventud Unida       | Jorge Arin          | 10 de mayo | 15:30    |
| Luján               | 0 - 1     | Deportivo Camioneros | 1.º de Abril        | 11 de mayo | 15:30    |
| Atlas               | 1 - 4     | Yupanqui             | Ricardo Puga        | 11 de mayo | 15:30    |
| Victoriano Arenas   | 3 - 1     | Centro Español       | Saturnino Moure     | 11 de mayo | 15:30    |
| Central Ballester   | 2 - 0     | General Lamadrid     | Predio Cacique      | 11 de mayo | 15:30    |
| Sportivo Barracas   | 2 - 0     | Estrella del Sur     | Tres de Febrero     | 12 de mayo | 15:30    |

| Fecha 11             | Fecha 11  | Fecha 11            | Fecha 11             | Fecha 11   | Fecha 11 |
| Local                | Resultado | Visitante           | Estadio              | Fecha      | Hora     |
| -------------------- | --------- | ------------------- | -------------------- | ---------- | -------- |
| Juventud Unida       | 0 - 1     | Victoriano Arenas   | Ciudad de San Miguel | 17 de mayo | 15:30    |
| Yupanqui             | 1 - 1     | Cañuelas            | Ciudad Evita         | 17 de mayo | 15:30    |
| Deportivo Camioneros | 4 - 1     | Atlas               | Hugo Moyano          | 17 de mayo | 15:30    |
| Argentino de Rosario | 0 - 0     | Luján               | José Martín Olaeta   | 17 de mayo | 15:30    |
| Estrella del Sur     | 2 - 1     | Deportivo Paraguayo | Lorenzo Arandilla    | 18 de mayo | 15:30    |
| Centro Español       | 3 - 1     | Central Ballester   | Carlos Sacaan        | 19 de mayo | 15:30    |
| General Lamadrid     | 1 - 1     | Sportivo Barracas   | Enrique Sexto        | 20 de mayo | 15:35    |

| Fecha 12            | Fecha 12  | Fecha 12             | Fecha 12            | Fecha 12   | Fecha 12 |
| Local               | Resultado | Visitante            | Estadio             | Fecha      | Hora     |
| ------------------- | --------- | -------------------- | ------------------- | ---------- | -------- |
| Victoriano Arenas   | 0 - 2     | Yupanqui             | Saturnino Moure     | 24 de mayo | 15:30    |
| Cañuelas            | 0 - 0     | Deportivo Camioneros | Jorge Arin          | 24 de mayo | 15:30    |
| Deportivo Paraguayo | 1 - 0     | Luján                | Deportivo Paraguayo | 24 de mayo | 15:30    |
| Atlas               | 1 - 0     | Argentino de Rosario | Ricardo Puga        | 25 de mayo | 15:30    |
| Central Ballester   | 0 - 3     | Juventud Unida       | Predio Cacique      | 25 de mayo | 15:30    |
| Sportivo Barracas   | 0 - 0     | Centro Español       | Tres de Febrero     | 26 de mayo | 15:30    |
| Estrella del Sur    | 1 - 0     | General Lamadrid     | Rodolfo Capocasa    | 26 de mayo | 15:30    |

| Fecha 13             | Fecha 13  | Fecha 13            | Fecha 13             | Fecha 13   | Fecha 13 |
| Local                | Resultado | Visitante           | Estadio              | Fecha      | Hora     |
| -------------------- | --------- | ------------------- | -------------------- | ---------- | -------- |
| Juventud Unida       | 1 - 3     | Sportivo Barracas   | Ciudad de San Miguel | 31 de mayo | 15:30    |
| Yupanqui             | 4 - 1     | Central Ballester   | Ciudad Evita         | 31 de mayo | 15:30    |
| Deportivo Camioneros | 2 - 0     | Victoriano Arenas   | Hugo Moyano          | 31 de mayo | 15:30    |
| Argentino de Rosario | 1 - 1     | Cañuelas            | José Martín Olaeta   | 31 de mayo | 15:30    |
| General Lamadrid     | 0 - 2     | Deportivo Paraguayo | Enrique Sexto        | 1 de junio | 11:00    |
| Luján                | 3 - 1     | Atlas               | 1.º de Abril         | 1 de junio | 15:30    |
| Centro Español       | 1 - 2     | Estrella del Sur    | Carlos Sacaan        | 2 de junio | 15:30    |

| 1. 2. 3. 4. 5. |

#### Segunda rueda
| Fecha 14             | Fecha 14  | Fecha 14          | Fecha 14             | Fecha 14    | Fecha 14 |
| Local                | Resultado | Visitante         | Estadio              | Fecha       | Hora     |
| -------------------- | --------- | ----------------- | -------------------- | ----------- | -------- |
| Yupanqui             | 1 - 1     | Sportivo Barracas | Ciudad Evita         | 20 de junio | 12:00    |
| Juventud Unida       | 1 - 1     | Estrella del Sur  | Ciudad de San Miguel | 21 de junio | 15:30    |
| Deportivo Camioneros | 0 - 0     | Central Ballester | Hugo Moyano          | 21 de junio | 15:30    |
| Argentino de Rosario | 1 - 0     | Victoriano Arenas | José Martín Olaeta   | 21 de junio | 15:30    |
| Luján                | 0 - 0     | Cañuelas          | 1.º de Abril         | 21 de junio | 15:30    |
| Centro Español       | 0 - 0     | General Lamadrid  | Carlos Sacaan        | 21 de junio | 15:30    |
| Deportivo Paraguayo  | 2 - 1     | Atlas             | Deportivo Paraguayo  | 23 de junio | 15:30    |

| Fecha 15          | Fecha 15  | Fecha 15             | Fecha 15              | Fecha 15    | Fecha 15 |
| Local             | Resultado | Visitante            | Estadio               | Fecha       | Hora     |
| ----------------- | --------- | -------------------- | --------------------- | ----------- | -------- |
| Centro Español    | 0 - 1     | Deportivo Paraguayo  | Carlos Sacaan         | 28 de junio | 15:30    |
| Estrella del Sur  | 1 - 0     | Yupanqui             | Lorenzo Arandilla     | 28 de junio | 15:30    |
| Victoriano Arenas | 0 - 3     | Luján                | Saturnino Moure       | 28 de junio | 15:30    |
| Cañuelas          | 2 - 1     | Atlas                | Jorge Arin            | 28 de junio | 15:30    |
| General Lamadrid  | 2 - 0     | Juventud Unida       | Enrique Sexto         | 29 de junio | 15:30    |
| Sportivo Barracas | 2 - 2     | Deportivo Camioneros | Tres de Febrero       | 30 de junio | 15:30    |
| Central Ballester | 0 - 2     | Argentino de Rosario | Rubén Carlos Vallejos | 30 de junio | 15:30    |

| Fecha 16             | Fecha 16  | Fecha 16          | Fecha 16             | Fecha 16   | Fecha 16 |
| Local                | Resultado | Visitante         | Estadio              | Fecha      | Hora     |
| -------------------- | --------- | ----------------- | -------------------- | ---------- | -------- |
| Argentino de Rosario | 1 - 0     | Sportivo Barracas | José Martín Olaeta   | 5 de julio | 15:30    |
| Deportivo Camioneros | 0 - 0     | Estrella del Sur  | Hugo Moyano          | 5 de julio | 15:30    |
| Yupanqui             | 1 - 2     | General Lamadrid  | Ciudad Evita         | 5 de julio | 15:30    |
| Deportivo Paraguayo  | 0 - 0     | Cañuelas          | Deportivo Paraguayo  | 5 de julio | 15:30    |
| Luján                | 3 - 1     | Central Ballester | 1.º de Abril         | 6 de julio | 15:30    |
| Juventud Unida       | 2 - 2     | Centro Español    | Ciudad de San Miguel | 6 de julio | 15:30    |
| Atlas                | 3 - 2     | Victoriano Arenas | José María Moraños   | 8 de julio | 15:30    |

| Fecha 17          | Fecha 17  | Fecha 17             | Fecha 17              | Fecha 17    | Fecha 17 |
| Local             | Resultado | Visitante            | Estadio               | Fecha       | Hora     |
| ----------------- | --------- | -------------------- | --------------------- | ----------- | -------- |
| General Lamadrid  | 0 - 1     | Deportivo Camioneros | Enrique Sexto         | 11 de julio | 15:30    |
| Juventud Unida    | 2 - 0     | Deportivo Paraguayo  | Ciudad de San Miguel  | 12 de julio | 15:30    |
| Centro Español    | 3 - 0     | Yupanqui             | Carlos Sacaan         | 12 de julio | 15:30    |
| Central Ballester | 0 - 0     | Atlas                | Rubén Carlos Vallejos | 13 de julio | 15:30    |
| Victoriano Arenas | 0 - 0     | Cañuelas             | Saturnino Moure       | 13 de julio | 15:30    |
| Estrella del Sur  | 0 - 0     | Argentino de Rosario | Lorenzo Arandilla     | 14 de julio | 15:00    |
| Sportivo Barracas | 1 - 2     | Luján                | Tres de Febrero       | 14 de julio | 15:30    |

| Fecha 18             | Fecha 18  | Fecha 18          | Fecha 18            | Fecha 18    | Fecha 18 |
| Local                | Resultado | Visitante         | Estadio             | Fecha       | Hora     |
| -------------------- | --------- | ----------------- | ------------------- | ----------- | -------- |
| Yupanqui             | 0 - 2     | Juventud Unida    | Ciudad Evita        | 19 de julio | 11:00    |
| Cañuelas             | 0 - 0     | Central Ballester | Jorge Arin          | 19 de julio | 15:30    |
| Luján                | 0 - 0     | Estrella del Sur  | 1.º de Abril        | 19 de julio | 15:30    |
| Argentino de Rosario | 2 - 2     | General Lamadrid  | José Martín Olaeta  | 19 de julio | 15:30    |
| Deportivo Camioneros | 1 - 0     | Centro Español    | Hugo Moyano         | 19 de julio | 15:30    |
| Deportivo Paraguayo  | 0 - 0     | Victoriano Arenas | Deportivo Paraguayo | 19 de julio | 15:30    |
| Atlas                | 0 - 2     | Sportivo Barracas | José María Moraños  | 22 de julio | 15:30    |

| Fecha 19          | Fecha 19  | Fecha 19             | Fecha 19              | Fecha 19    | Fecha 19 |
| Local             | Resultado | Visitante            | Estadio               | Fecha       | Hora     |
| ----------------- | --------- | -------------------- | --------------------- | ----------- | -------- |
| Yupanqui          | 1 - 1     | Deportivo Paraguayo  | Ciudad Evita          | 26 de julio | 15:30    |
| Juventud Unida    | 0 - 0     | Deportivo Camioneros | Ciudad de San Miguel  | 26 de julio | 15:30    |
| General Lamadrid  | 1 - 1     | Luján                | Enrique Sexto         | 26 de julio | 15:30    |
| Estrella del Sur  | 1 - 2     | Atlas                | Lorenzo Arandilla     | 27 de julio | 15:00    |
| Central Ballester | 2 - 2     | Victoriano Arenas    | Rubén Carlos Vallejos | 27 de julio | 15:30    |
| Centro Español    | 3 - 0     | Argentino de Rosario | Carlos Sacaan         | 28 de julio | 15:30    |
| Sportivo Barracas | 1 - 0     | Cañuelas             | Tres de Febrero       | 28 de julio | 15:30    |

| Fecha 20             | Fecha 20  | Fecha 20          | Fecha 20            | Fecha 20    | Fecha 20 |
| Local                | Resultado | Visitante         | Estadio             | Fecha       | Hora     |
| -------------------- | --------- | ----------------- | ------------------- | ----------- | -------- |
| Deportivo Paraguayo  | 1 - 1     | Central Ballester | Deportivo Paraguayo | 2 de agosto | 15:30    |
| Victoriano Arenas    | 1 - 0     | Sportivo Barracas | Saturnino Moure     | 2 de agosto | 15:30    |
| Luján                | 1 - 0     | Centro Español    | 1.º de Abril        | 2 de agosto | 15:30    |
| Argentino de Rosario | 1 - 1     | Juventud Unida    | José Martín Olaeta  | 2 de agosto | 15:30    |
| Deportivo Camioneros | 2 - 0     | Yupanqui          | Hugo Moyano         | 2 de agosto | 15:30    |
| Cañuelas             | 1 - 3     | Estrella del Sur  | Jorge Arin          | 3 de agosto | 15:30    |
| Atlas                | 1 - 3     | General Lamadrid  | Ricardo Puga        | 3 de agosto | 15:30    |

| Fecha 21             | Fecha 21  | Fecha 21             | Fecha 21             | Fecha 21     | Fecha 21 |
| Local                | Resultado | Visitante            | Estadio              | Fecha        | Hora     |
| -------------------- | --------- | -------------------- | -------------------- | ------------ | -------- |
| Centro Español       | 5 - 0     | Atlas                | Carlos Sacaan        | 9 de agosto  | 15:30    |
| Juventud Unida       | 0 - 0     | Luján                | Ciudad de San Miguel | 9 de agosto  | 15:30    |
| Yupanqui             | 0 - 4     | Argentino de Rosario | Ciudad Evita         | 9 de agosto  | 15:30    |
| Deportivo Camioneros | 1 - 0     | Deportivo Paraguayo  | Hugo Moyano          | 9 de agosto  | 15:30    |
| Estrella del Sur     | 2 - 1     | Victoriano Arenas    | Lorenzo Arandilla    | 10 de agosto | 15:00    |
| General Lamadrid     | 2 - 1     | Cañuelas             | Enrique Sexto        | 11 de agosto | 15:30    |
| Sportivo Barracas    | 4 - 2     | Central Ballester    | Tres de Febrero      | 11 de agosto | 15:30    |

| Fecha 22             | Fecha 22  | Fecha 22             | Fecha 22              | Fecha 22     | Fecha 22 |
| Local                | Resultado | Visitante            | Estadio               | Fecha        | Hora     |
| -------------------- | --------- | -------------------- | --------------------- | ------------ | -------- |
| Deportivo Paraguayo  | 0 - 1     | Sportivo Barracas    | Deportivo Paraguayo   | 15 de agosto | 15:30    |
| Cañuelas             | 0 - 1     | Centro Español       | Jorge Arin            | 16 de agosto | 15:30    |
| Atlas                | 1 - 0     | Juventud Unida       | Ricardo Puga          | 16 de agosto | 15:30    |
| Luján                | 1 - 0     | Yupanqui             | 1.º de Abril          | 16 de agosto | 15:30    |
| Argentino de Rosario | 2 - 0     | Deportivo Camioneros | José Martín Olaeta    | 17 de agosto | 15:30    |
| Victoriano Arenas    | 0 - 4     | General Lamadrid     | Saturnino Moure       | 17 de agosto | 15:30    |
| Central Ballester    | 0 - 2     | Estrella del Sur     | Rubén Carlos Vallejos | 18 de agosto | 15:30    |

| Fecha 23 | Fecha 23  | Fecha 23  | Fecha 23 | Fecha 23 | Fecha 23 |
| Local    | Resultado | Visitante | Estadio  | Fecha    | Hora     |
| -------- | --------- | --------- | -------- | -------- | -------- |
|          | -         |           |          |          |          |
|          | -         |           |          |          |          |
|          | -         |           |          |          |          |
|          | -         |           |          |          |          |
|          | -         |           |          |          |          |
|          | -         |           |          |          |          |
|          | -         |           |          |          |          |

| Fecha 24 | Fecha 24  | Fecha 24  | Fecha 24 | Fecha 24 | Fecha 24 |
| Local    | Resultado | Visitante | Estadio  | Fecha    | Hora     |
| -------- | --------- | --------- | -------- | -------- | -------- |
|          | -         |           |          |          |          |
|          | -         |           |          |          |          |
|          | -         |           |          |          |          |
|          | -         |           |          |          |          |
|          | -         |           |          |          |          |
|          | -         |           |          |          |          |
|          | -         |           |          |          |          |

| Fecha 25 | Fecha 25  | Fecha 25  | Fecha 25 | Fecha 25 | Fecha 25 |
| Local    | Resultado | Visitante | Estadio  | Fecha    | Hora     |
| -------- | --------- | --------- | -------- | -------- | -------- |
|          | -         |           |          |          |          |
|          | -         |           |          |          |          |
|          | -         |           |          |          |          |
|          | -         |           |          |          |          |
|          | -         |           |          |          |          |
|          | -         |           |          |          |          |
|          | -         |           |          |          |          |

| Fecha 26 | Fecha 26  | Fecha 26  | Fecha 26 | Fecha 26 | Fecha 26 |
| Local    | Resultado | Visitante | Estadio  | Fecha    | Hora     |
| -------- | --------- | --------- | -------- | -------- | -------- |
|          | -         |           |          |          |          |
|          | -         |           |          |          |          |
|          | -         |           |          |          |          |
|          | -         |           |          |          |          |
|          | -         |           |          |          |          |
|          | -         |           |          |          |          |
|          | -         |           |          |          |          |

|  |

## Goleadores
| Jugador          | Equipo               | Goles |
| ---------------- | -------------------- | ----- |
| Rodrigo Giorno   | Deportivo Camioneros | 8     |
| Ignacio Huguenet | Deportivo Camioneros | 7     |
| Gonzalo Gómez    | Central Córdoba (R)  | 6     |
| Joaquín Tonet    | Leandro N. Alem      | 6     |
| Rodrigo Sánchez  | Leandro N. Alem      | 6     |
| Tomás Ramírez    | Central Córdoba (R)  | 6     |